# Yunusemreia
Yunusemreia là một chi bướm đêm thuộc phân họ Olethreutinae trong họ Tortricidae.

## Các loài
- Yunusemreia triangulum (Diakonoff, 1970)